# Formosatettix
Formosatettix är ett släkte av insekter. Formosatettix ingår i familjen torngräshoppor.

## Dottertaxa tillFormosatettix, i alfabetisk ordning[1]
- Formosatettix arisanensis
- Formosatettix baishuijiangensis
- Formosatettix brachynotus
- Formosatettix brevicornus
- Formosatettix camurimargina
- Formosatettix cangshanensis
- Formosatettix changbaishanensis
- Formosatettix dabieshanensis
- Formosatettix dayaoshanensis
- Formosatettix formosanus
- Formosatettix gonggashanensis
- Formosatettix gorapanis
- Formosatettix gorkhanus
- Formosatettix guangdongensis
- Formosatettix guangxiensis
- Formosatettix helanshanensis
- Formosatettix henanensis
- Formosatettix huapingensis
- Formosatettix hubeiensis
- Formosatettix karenkoensis
- Formosatettix kunmingensis
- Formosatettix larvatus
- Formosatettix longicornia
- Formosatettix longidorsalis
- Formosatettix longwangshanensis
- Formosatettix lushanensis
- Formosatettix martensi
- Formosatettix mufushanensis
- Formosatettix niigataensis
- Formosatettix obtusus
- Formosatettix platynotus
- Formosatettix prominemarginus
- Formosatettix pustulatus
- Formosatettix qinlingensis
- Formosatettix robustus
- Formosatettix seti
- Formosatettix shennongjiaensis
- Formosatettix surugaensis
- Formosatettix tianmushanensis
- Formosatettix tiantangensis
- Formosatettix tokaiensis
- Formosatettix torulosinota
- Formosatettix verrucinotus
- Formosatettix wuliangshanensis
- Formosatettix xianggelila
- Formosatettix yuanbaoshanensis
- Formosatettix yunnanensis